# Gare de Thimister
La gare de Thimister est une gare ferroviaire belge, fermée, de la ligne 38, de Chênée à Plombières. Elle est située à Thimister dans la commune de Thimister-Clermont, en Région wallonne dans la province de Liège.
Thimister est mise en service en 1881 par la Compagnie des chemins de fer du plateau de Herve. Reprise en 1895, avec la ligne par les Chemins de fer de l'État belge, elle est fermée en 1957 par la Société nationale des chemins de fer belges. Le bâtiment principal est toujours présent.

## Situation ferroviaire
Établie à 279 mètres d'altitude, la gare de Thimister est située au point kilométrique (PK) 26.10 de la ligne 38, de Chênée à Plombières entre les gares de Battice et de Froidthier.

## Histoire
La gare de Thimister est mise en service par la Compagnie des chemins de fer du plateau de Herve, lorsqu'elle ouvre aux circulations, le 22 septembre 1881, le section, entre les gares de Battice et Aubel, de sa ligne concédée. Auparavant elle a déjà mis en service les tronçons de Chênée à Micheroux en 1872, de Micheroux à Herve en 1873, et de Herve à Battice en 1875,.
La compagnie prolonge encore la ligne d’Aubel à Plombières en 1895. Puis la gare de Thimister et la ligne sont reprises par les Chemins de fer de l'État belge qui rachète la concession et reprennent l'exploitation le 7 décembre 1897.
Elle possédait un bâtiment de gare et les cartes postales ne permettent pas déceler la présence d’une halle à marchandises.
Après la Seconde Guerre mondiale, la ligne 38 voit nombre de passagers et de marchandises disparaître au profit de la route. Le trafic des trains de voyageurs est supprimé entre Hombourg et Plombières en 1952. Le 17 janvier 1955, Thimister, tout comme plusieurs gares de la ligne, devint un point d’arrêt facultatif (PAF), dont l’arrêt se faisait uniquement à la demande.
La desserte des voyageurs fut définitivement arrêtée le 2 juin 1957. Au-delà de Battice, le trafic des marchandises disparut en 1962. À Thimister, la gare ferma aux marchandises en 1957, en même temps qu'aux voyageurs.

## Patrimoine ferroviaire

### Le bâtiment principal

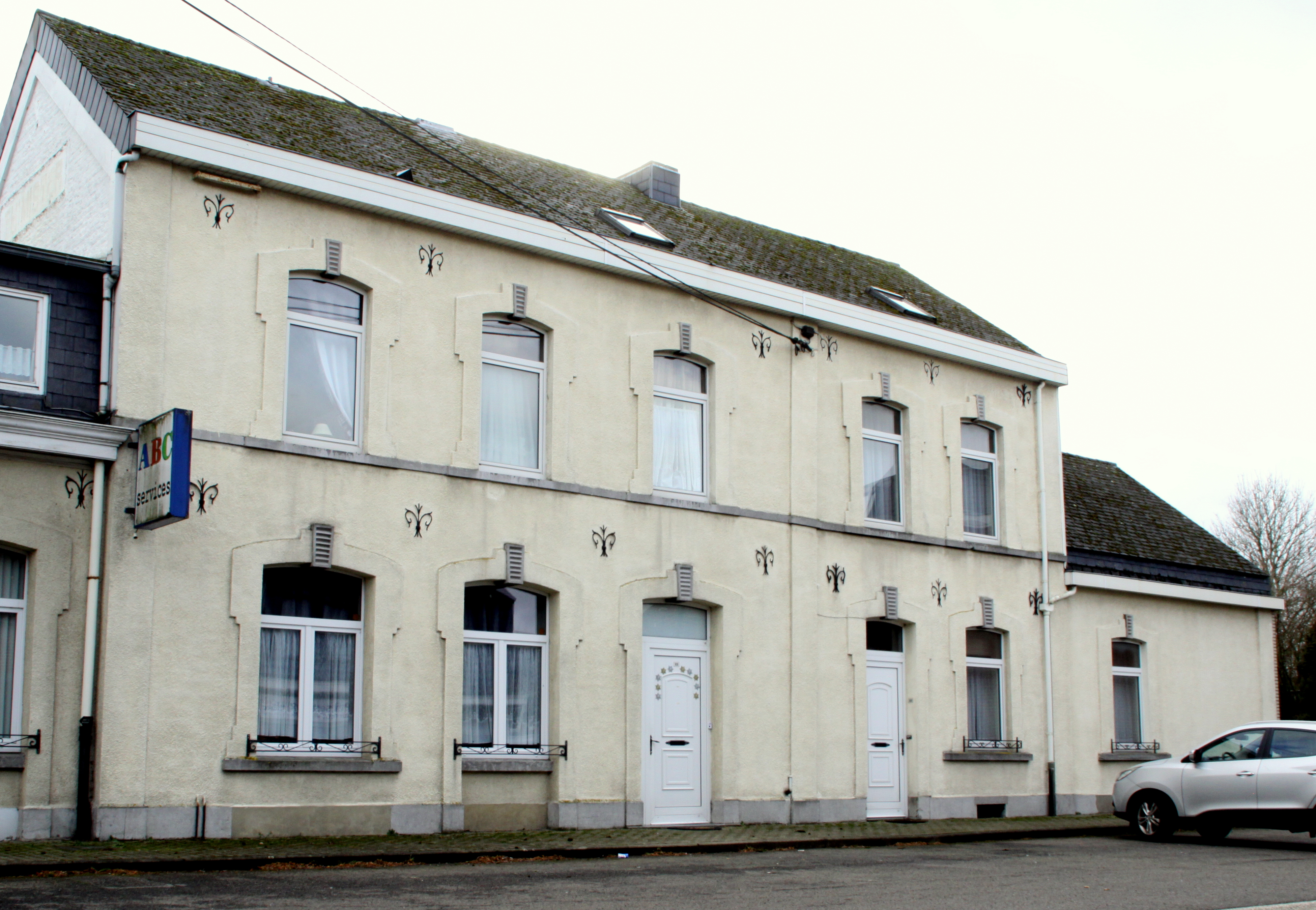
Ailes gauche et centrale de l'ancien bâtiment de la gare.

Le bâtiment d'origine de la gare de Thimister est toujours présent en 2021, fermé et désaffecté du service ferroviaire, il a été racheté par un particulier et réaffecté à des usages privés d'habitation et de commerce.
Il s’agit d’un type de bâtiment proche des gares de plan type 1873 qui fut uniquement érigé sous cette forme sur la ligne 38 (respectivement à Micheroux, Fléron, Battice, Thimister et Froidthier). Ces gares, dites, du plateau de Herve, reprennent la forme et les décorations caractéristiques des gares type 1873 de la première variante (larmiers, portes, fenêtres, agencement...). Mais le corps central est plus développé avec cinq travées (six à Battice qui ne possède pas d’ailes).
Ces bâtiments étant en mauvais état, manquant de confort et atteints par l’humidité à tel point qu'il avait fallu les cimenter, en 1898 des annexes sont bâties pour le chef de station et les tuiles de la toiture sont remplacés par du zinc.
L'ouvrage, Architecture des gares en Belgique suppose que ces gares du plateau de Herve possédaient initialement un corps central de trois travées et que les travées supplémentaires sont le résultat d’un agrandissement ultérieur. Certains détails de ces gares se trouvent également sur deux gares plus petites de la ligne 38 à Beyne-Heusay et Vaux-sous-Chèvremont. Le corps central comportait trois travées avec un écart important et un pilastre entre la troisième et la quatrième. Une aile de trois travées disposée à gauche (côté rue) servait de salle d’attente et une petite aile de service (une travée, toit plat) se trouvait à droite. Lors de sa rénovation, les deux ailes basses ont été remaniées (toiture surhaussée).

### Après le ferroviaire le RAVeL
Depuis le démontage des voies, la plateforme ferroviaire a majoritairement conservée sa continuité et été réaménagée en ligne 38 (RAVeL), une voie verte d'environ 42 km, ouverte aux piétons, cyclistes et cavaliers,.